# Élections législatives de 1962 dans l'Ardèche
Les élections législatives françaises de 1962 se déroulent les 18 et 25 novembre 1962. Dans le département de l'Ardèche, trois députés sont à élire dans le cadre de trois circonscriptions.

## Élus
| Circonscription | Député sortant       | Parti | Parti | Député élu ou réélu  | Parti | Parti |
| --------------- | -------------------- | ----- | ----- | -------------------- | ----- | ----- |
| 1re             | André Chareyre       |       | CNIP  | Henri Chaze          |       | PCF   |
| 2e              | Louis Roche-Defrance |       | CNIP  | Louis Roche-Defrance |       | CNIP  |
| 3e              | Albert Liogier       |       | UNR   | Jean Moulin          |       | MRP   |

## Résultats

### Résultats à l'échelle du département
| Parti          | Parti                                          | Premier tour | Premier tour | Second tour | Second tour | Sièges |
| Parti          | Parti                                          | Voix         | %            | Voix        | %           | Sièges |
| -------------- | ---------------------------------------------- | ------------ | ------------ | ----------- | ----------- | ------ |
|                | Centre national des indépendants et paysans    | 34 379       | 31,51        | 15 318      | 19,17       | 1      |
|                | Mouvement républicain populaire                | 12 333       | 11,30        | 20 470      | 25,62       | 1      |
|                | Centre démocratique                            | 46 712       | 42,81        | 35 788      | 44,79       | 2      |
|                |                                                |              |              |             |             |        |
|                | Union pour la nouvelle République (UDT)        | 21 905       | 20,08        | 28 181      | 35,27       | 0      |
|                | Modérés                                        | 4 606        | 4,22         | Retrait     | Retrait     | 0      |
|                | Majorité présidentielle                        | 26 511       | 24,30        | 28 181      | 35,27       | 0      |
|                |                                                |              |              |             |             |        |
|                | Parti communiste français                      | 24 239       | 22,22        | 15 924      | 19,93       | 1      |
|                | Section française de l'Internationale ouvrière | 11 647       | 10,67        | Retrait     | Retrait     | 0      |
|                |                                                |              |              |             |             |        |
| Inscrits       | Inscrits                                       | 164 146      | 100,00       | 108 770     | 100,00      | 3      |
| Abstentions    | Abstentions                                    | 51 376       | 31,3         | 27 168      | 24,98       |        |
| Votants        | Votants                                        | 112 770      | 68,7         | 81 602      | 75,02       |        |
| Blancs et nuls | Blancs et nuls                                 | 3 661        | 3,25         | 1 709       | 2,09        |        |
| Exprimés       | Exprimés                                       | 109 109      | 96,75        | 79 893      | 97,91       |        |

### Résultats par circonscription

#### Première circonscription (Privas)
La circonscription de Privas était composée des cantons de Bourg-Saint-Andéol, Chomérac, Le Cheylard, Privas, Rochemaure, Saint-Martin-de-Valamas, Saint-Pierreville, Vernoux-en-Vivarais, Villeneuve-de-Berg, Viviers et La Voulte-Sur-Rhône. Les quatre principaux candidats en lice dans cette circonscription (par ordre alphabétique) :
- André Chareyre, 61 ans, député sortant, maire et conseiller général de Chomérac candidat sous l'étiquette du CNIP ;
- Henri Chaze, 48 ans, maire et conseiller général de Cruas, portant les couleurs du PCF ;
- Aimé Jeanjean, 62 ans, ancien préfet de l'Ardèche candidat investi par le Parti gaulliste ;
- Pierre Fournier, 52 ans, secrétaire fédéral en Ardèche de la SFIO.

| Candidat           | Candidat               | Parti          | Premier tour | Premier tour | Second tour | Second tour |  |
| Candidat           | Candidat               | Parti          | Voix         | %            | Voix        | %           |  |
| ------------------ | ---------------------- | -------------- | ------------ | ------------ | ----------- | ----------- |  |
|                    | Henri Chaze élu        | PCF            | 10 686       | 27,48        | 15 924      | 37,2        |  |
|                    | Aimé Jeanjean          | UNR-UDT        | 9 166        | 23,58        | 11 562      | 27,01       |  |
|                    | André Chareyre sortant | CNIP           | 8 748        | 22,5         | 15 318      | 35,79       |  |
|                    | Henri Bois             | MRP            | 5 919        | 15,22        | Retrait     | Retrait     |  |
|                    | Pierre Fournier        | SFIO           | 4 361        | 11,22        | Retrait     | Retrait     |  |
|                    |                        |                |              |              |             |             |  |
| Inscrits           | Inscrits               | Inscrits       | 57 576       | 100,00       | 57 568      | 100,00      |  |
| Abstentions        | Abstentions            | Abstentions    | 17 690       | 30,72        | 13 943      | 24,22       |  |
| Votants            | Votants                | Votants        | 39 886       | 69,28        | 43 625      | 75,78       |  |
| Blancs et nuls     | Blancs et nuls         | Blancs et nuls | 1 006        | 2,52         | 821         | 1,88        |  |
| Exprimés           | Exprimés               | Exprimés       | 38 880       | 97,48        | 42 804      | 98,12       |  |
| Source : Data.gouv |                        |                |              |              |             |             |  |

Analyse : le changement des candidats à gauche et la profonde division à droite entre gaulliste et centre-droit, permet l'élection du maire de Cruas à la majorité relative alors que les voix des modérés sont à 62,80 %. Les électeurs ont clairement sanctionné l'action du député André Chareyre qui est arrivé 3e au premier tour et qui au second récupère comme en 1958 une grosse partie de l'électorat du MRP. Chaze est majoritaire dans les cantons de Rochemaure, Saint-Pierreville, Vernoux-en-Vivarais, Viviers et La-Voulte alors que Chareyre est en tête dans ceux de Bourg-Saint-Andéol, Chomérac, le Cheylard, Privas, Saint-Martin-de-Valamas et de Villeneuve-de-Berg. Les gros scores du candidat communiste dans la Vallée du Rhône ont fait pencher la balance en sa faveur.

#### Deuxième circonscription (Tournon-sur-Rhône)
La circonscription de Tournon était composée des cantons de Annonay, Lamastre, Saint-Agrève, Saint-Félicien, Saint-Péray, Satillieu, Serrières et Tournon. Les trois principaux candidats en lice dans cette circonscription (par ordre alphabétique) :
- Marius Bouchon, 42 ans, ancien secrétaire fédéral et candidat de la SFIO ;
- Georges Fargier, 57 ans, chef cantonnier à Saint-Sauveur-de-Montagut puis à Lamastre, investi par le PCF ;
- Louis Roche-Defrance, 61 ans, député sortant, maire et conseiller général de Tournon sous l'étiquette du CNIP.

|                  | Louis Roche-Defrance sortant réélu | CNIP           | 25 631 | 70,83  |  |  |  |
|                  | Georges Fargier                    | PCF            | 6 070  | 16,77  |  |  |  |
|                  | Marius Bouchon                     | SFIO           | 4 484  | 12,39  |  |  |  |
|                  |                                    |                |        |        |  |  |  |
| Inscrits         | Inscrits                           | Inscrits       | 55 366 | 100,00 |  |  |  |
| Abstentions      | Abstentions                        | Abstentions    | 17 237 | 31,13  |  |  |  |
| Votants          | Votants                            | Votants        | 38 129 | 68,87  |  |  |  |
| Blancs et nuls   | Blancs et nuls                     | Blancs et nuls | 1 944  | 5,1    |  |  |  |
| Exprimés         | Exprimés                           | Exprimés       | 36 185 | 94,9   |  |  |  |
| Source : Gallica |                                    |                |        |        |  |  |  |

Analyse : réélection dans un fauteuil pour le maire de Tournon qui s'impose avec un score supérieur de 70 % sur ses deux concurrents de gauche et qui est majoritaire dans tous les cantons.

#### Troisième circonscription (Largentière)
La circonscription de Largentière était composée des cantons de Antraigues, Aubenas, Burzet, Coucouron, Joyeuse, Largentière, Montpezat-sous-Bauzon, Saint-Étienne-de-Lugdarès, Thueyts, Valgorge, Vallon-Pont-d'Arc et des Vans. Les cinq principaux candidats en lice dans cette circonscription (par ordre alphabétique) :
- Joseph Allauzen, 72 ans, ancien député, conseiller général de Joyeuse et président du Conseil général de l'Ardèche, candidat indépendant ;
- Auguste Chapelle, 54 ans, maire de Lagorce, candidat présenté par le Parti communiste français ;
- Albert Liogier, 52 ans, député sortant, candidat reconduit par l'UNR ;
- Jean Moulin, 38 ans, vétérinaire exerçant à Aubenas, candidat investi par le MRP ;
- Léonce Salles, 71 ans, ancien député et ex maire d'Antraigues, représentant la SFIO.

| Candidat         | Candidat               | Parti          | Premier tour | Premier tour | Second tour | Second tour |  |
| Candidat         | Candidat               | Parti          | Voix         | %            | Voix        | %           |  |
| ---------------- | ---------------------- | -------------- | ------------ | ------------ | ----------- | ----------- |  |
|                  | Albert Liogier sortant | UNR-UDT        | 12 739       | 37,42        | 16 619      | 44,81       |  |
|                  | Auguste Chapelle       | PCF            | 7 483        | 21,98        | Retrait     | Retrait     |  |
|                  | Jean Moulin élu        | MRP            | 6 414        | 18,84        | 20 470      | 55,19       |  |
|                  | Joseph Allauzen        | Modérés        | 4 606        | 13,53        | Retrait     | Retrait     |  |
|                  | Léonce Salles          | SFIO           | 2 802        | 8,23         | Retrait     | Retrait     |  |
|                  |                        |                |              |              |             |             |  |
| Inscrits         | Inscrits               | Inscrits       | 51 204       | 100,00       | 51 202      | 100,00      |  |
| Abstentions      | Abstentions            | Abstentions    | 16 449       | 32,12        | 13 225      | 25,83       |  |
| Votants          | Votants                | Votants        | 34 755       | 67,88        | 37 977      | 74,17       |  |
| Blancs et nuls   | Blancs et nuls         | Blancs et nuls | 711          | 2,05         | 888         | 2,34        |  |
| Exprimés         | Exprimés               | Exprimés       | 34 044       | 97,95        | 37 089      | 97,66       |  |
| Source : Gallica |                        |                |              |              |             |             |  |

Analyse : du beau monde pour cette élection dans la 3e circonscription de l'Ardèche avec le député sortant Albert Liogier qui doit faire face à la candidature du président du Conseil général Joseph Allauzen et de la tentative de come back de Léonce Salles (député de 1931 à 1936). Bien qu'arrivé nettement en tête, Liogier doit faire face à la surprise générale au retrait du candidat communiste qui se retire en faveur du... candidat MRP qui soutenu par la gauche et la droite non gaulliste battra très facilement le député sortant au second tour pourtant donné favori. Moulin est en tête dans les cantons d'Antraigues, Aubenas, Joyeuse, Thueyts, Valgorge, Vallon-Pont-d'Arc et les Vans alors qu'Albert Liogier est vainqueur dans les cantons de Burzet, Coucouron, Montpezat et Saint-Étienne-de-Lugdarès.